# Ernie Colón
Ernie Colón (n. 13 iulie 1931, Porto Rico, SUA – d. 8 august 2019) a fost un artist american creator de benzi desenate cunoscut pentru cariera sa îndelungată și diversificată.

## Cariera
Ernie Colon s-a născut pe 13 iulie 1931 în Puerto Rico și a crescut în SUA. El și-a început cariera profesională la Harvey Comics ca desenator al casetei de text din cărțile de benzi desenate. Mai târziu, el a lucrat ca artist la mai multe benzi desenate, inclusiv Richie Rich și Casper the Friendly Ghost. La Harvey, el s-a întâlnit cu Sid Jacobson, care a devenit editorul și partenerul său frecvent de creație.
Prima sa creație confirmată a fost realizarea ilustrațiilor pentru povestea de două pagini „Kaleidoscope of Fear” din Wham-O Giant Comics #1 (copertă datată aprilie 1967, publicată de compania de jucării Wham-O). El a desenat trei episoade ale seriei Doctor Solar, Man of the Atom (#24-26, iulie 1968 – ianuarie 1969) a Gold Key Comics și a lucrat mult la revistele de benzi desenate horror în alb-negru Creepy, Eerie și Vampirella editate de Warren Publishing. În 1979, el a colaborat cu scriitorul Roger McKenzie la o adaptare a benzii desenate Battlestar Galactica pentru Marvel Comics.
Colón a contribuit la realizarea benzilor desenate Grim Ghost pentru Atlas/Seabord Comics; fantezia istorică Arak, Son of Thunder (împreună cu scriitorul Roy Thomas); Amethyst, Princess of Gemworld (cu scriitorii Dan Mishkin și Gary Cohn) pentru DC Comics; Airboy pentru Eclipse Comics; Magnus: Robot Fighter pentru Valiant Comics; și Damage Control și Doom 2099 pentru Marvel Comics. Tot pentru Marvel, Colón a scris, desenat și colorat romanul grafic științifico-fantastic Ax (1988).
Colon a fost redactor al companiei DC Comics din 1982 până în 1985. El a supervizat seriile de benzi desenate Arion, Lord of Atlantis, The Flash, Green Lantern și Wonder Woman.
La sfârșitul anilor 1980, Colón a desenat seria de scurtă durată Rocky și Bullwinkle din revista pentru copii acompaniei Marvel Star Comics, editată de Sid Jacobson. Colón a revenit la Harvey Comics, împreună cu Jacobson, la începutul anilor 1990 și a lucrat la mai multe proiecte, cum ar fi Monster in My Pocket și Ultraman. Din 2005 până la dispariția tabloidului Weekly World News în 2007, el a desenat acolo seria săptămânală de benzi desenate SpyCat.
Colón și Jacobson au creat un roman grafic după Raportul Comisiei 9/11 intitulat The 9/11 Report: A Graphic Adaptation (coperta datată august 2006). Au lansat o continuare de 160 de pagini, After 9/11: America's War on Terror (august 2008). Romanul grafic al celor doi creatori, A Graphic Biography: Che, a fost lansat în 2009. În anul următor, compania editorială Farrar, Straus and Giroux le-a publicat romanul grafic Anne Frank: The Anne Frank House Authorized Graphic Biography, prin intermediul editurii Hill & Wang.
El a ilustrat cartea Great American Documents: Volume 1 de Ruth Ashby, publicată de Hill și Wang în mai 2014.

## Creații

### Atlas/Seaboard Comics
- Grim Ghost #1–3 (1975)
- Thrilling Adventure Stories #1 (1975)
- Tiger-Man #1 (1975)
- Weird Tales of the Macabre #1 (1975)

### DC Comics
- Amethyst, Princess of Gemworld #1–12 (1983–1984)
- Amethyst, Princess of Gemworld vol. 2 #1, 9–11, 13–16, Special #1 (1985–1986)
- Arak, Son of Thunder #1–14, 31, 37, Annual #1 (1981–1984)
- Atari Force vol. 2 #12 (1984)
- Blue Devil #6, 9 (1984–1985)
- The Brave and the Bold #179 (1981)
- Cosmic Boy #1–4 (1986–1987)
- DC Comics Presents #63 (1983)
- DC Graphic Novel #3 (1984)
- The Fury of Firestorm Annual #2 (1984)
- Heroes Against Hunger #1 (1986)
- House of Mystery #304–305 (I…Vampire) (1982)
- Legion of Super-Heroes vol. 2 #298 (Amethyst, Princess of Gemworld insert preview) (1983)
- Legion of Super-Heroes vol. 3 #11–12, 55, Annual #2 (1985–1988)
- Legionnaires 3 #1–4 (1986)
- Omega Men #31, Annual #2 (1985)
- Outsiders #9, 13 (1986)
- Scooby-Doo #2, 4, 6, 8 (1997–1998)
- Secret Origins vol. 2 #7, 10 (1986–1987)
- Tales of the Legion of Super-Heroes #324 (1985)
- Tales of the New Teen Titans #4 (1982)
- Teen Titans Spotlight #12 (1987)
- Underworld #1–4 (1987–1988)
- The Unexpected #220 (1982)
- The Warlord #48 (Arak, Son of Thunder insert preview) (1981)
- Weird War Tales #122, 124 (1983)
- Young Love #122 (1976)

### Eclipse Comics
- Airboy #46–49 (1989)

### Gold Key Comics
- Doctor Solar, Man of the Atom #24–26 (1968–1969)

### Harvey Comics
- Beetlejuice #1 (1991)
- Casper and ... #1, 3 (1987–1988)
- Casper Digest #1 (1986)
- Casper in Space #6–8 (1973)
- Casper Space Ship #2, 4 (1972–1973)
- Casper Strange Ghost Stories #12 (1976)
- Casper TV Showtime #1, 5 (1980)
- Casper's Ghostland #93 (1976)
- Devil Kids Starring Hot Stuff #52, 60, 81 (1971–1977)
- The Friendly Ghost, Casper #28, 37, 87, 152, 207 (1960–1979)
- Harvey Collectors Comics #2 (1975)
- Harvey Wiseguys #1–4 (1987–1989)
- Hot Stuff #3 (1992)
- Hot Stuff the Little Devil #110, 117 (1972–1973)
- Jackie Jokers #1–4 (1973)
- Little Audrey Clubhouse #1 (1961)
- Little Dot #94 (1964)
- Little Dot vol. 2 #4 (1993)
- Little Dot Dotland #41 (1969)
- Little Dot's Uncles and Aunts #42 (1972)
- Little Lotta #78–79 (1968)
- Monster in My Pocket #1 (1991)
- The New Kids on the Block, Magic Summer Tour #1 (1990)
- The New Kids on the Block: NKOTB #1, 6 (1990–1991)
- Playful Little Audrey #64 (1966)
- Richie Rich #9, 200, 225 (1962–1987)
- Richie Rich vol. 2 #14 (1993)
- Richie Rich & Casper #1, 8, 22, 28, 33–34, 45 (1974–1982)
- Richie Rich & His Girl Friends #5, 10 (1980–1981)
- Richie Rich and The New Kids on the Block #1 (1991)
- Richie Rich and Timmy Time #1 (1977)
- Richie Rich and ... #11 (1990)
- Richie Rich Bank Book #24 (1976)
- Richie Rich Big Book #1 (1992)
- Richie Rich Dollars and Cents #78 (1977)
- Richie Rich Gold and Silver #1, 4 (1975–1976)
- Richie Rich Inventions #1 (1977)
- Richie Rich Millions #58 (1973)
- Richie Rich Money World #1, 3, 9, 16, 31, 41, 46 (1972–1980)
- Richie Rich Profits #2 (1974)
- Richie Rich Riches #28, 30, 32 (1977)
- Richie Rich Success Stories #23 (1969)
- Richie Rich Vaults of Mystery #9 (1976)
- Richie Rich Zillionz #2, 4, 11 (1977–1978)
- Shocking Tales Digest #1 (1981)
- Spooky #91, 133 (1966–1972)
- Spooky Spooktown #26, 43 (1968–1972)
- Superichie #8 (1977)
- Ultraman #-1, #1 (1994)
- Vacation Digest Magazine #1 (1987)
- Wendy the Good Little Witch #27, 49, 59–60, 67, 76, 86, 94 (1964–1990)
- Wendy the Good Little Witch vol. 2 #12 (1993)
- Wendy Witch World #46, 52 (1972–1973)

### Malibu Comics
- Dreadstar vol. 2 #1–6 (1995–1996)

### Marvel Comics
- 2099 Unlimited #8 (1995)
- Battlestar Galactica #1–3 (1979)
- Black Widow the Coldest War GN (1990)
- Bullwinkle and Rocky #1–9 (1987–1989)
- Casper #1 (1995)
- Damage Control #1–4 (1989)
- Damage Control vol. 2 #1–4 (1989–1990)
- Damage Control vol. 3 #2–4 (1991)
- Doom 2099 #9, 16 (1993–1994)
- Droids #6–8 (1987)
- Epic Illustrated #1–2 (1980)
- The Flintstone Kids #1 (1987)
- John Carter, Warlord of Mars #16–17, 19–21 (1978–1979)
- Marvel Age Annual #4 (1988)
- Marvel Comics Presents #19 (1989)
- Marvel Graphic Novel: Ax (1989)
- Marvel Spring Special #1 (Elvira, Mistress of the Dark adaptation) (1988)
- Marvel Super Special #8 (Battlestar Galactica adaptation); #10 (1979)
- Mighty Mouse #1–5, 7, 9 (1990–1991)
- Nightmask #2 (1986)
- Power Pack #53 (1990)
- Red Sonja vol. 2 #1–2 (1983)
- Savage Sword of Conan #46, 66 (1979–1981)
- Thundercats #14, 18, 20 (1987–1988)

### Valiant Comics
- Magnus, Robot Fighter vol. 2 #7, 9, 13–16, 20 (1991–1993)
- Solar, Man of the Atom #5 (1992)